# Hermanni Vuorinen
Hermanni Vuorinen (Pori, 27 gennaio 1985) è un ex calciatore finlandese, di ruolo attaccante.

## Carriera

### Club
Vuorinen iniziò a giocare a calcio nel Jazz, ma nel 2003 fu acquistato dai tedeschi del Werder Brema. Non collezionò alcuna presenza in campionato. Tornò allora in patria, per giocare prima nello AC Vantaan Allianssi e poi nello Honka. Aiutò quest'ultimo club a centrare la promozione nella Veikkausliiga.
Proprio nella massima divisione finlandese, segnò 16 reti in 18 partite giocate. In virtù di questo successo, fu acquistato dai norvegesi del Fredrikstad. Debuttò nella Tippeligaen il 17 settembre 2006, subentrando a Tarik Elyounoussi nel pareggio casalingo per 1-1 contro il Molde. A luglio 2007, però, tornò in Finlandia: giocò infatti in prestito nello HJK Helsinki. Tornò poi allo Honka e, nel 2010, diventò capocannoniere della Veikkausliiga per la seconda volta (la prima fu nel 2006).
Il 31 agosto 2010 firmò per i belgi dello Charleroi, ai quali si legò con un contratto biennale. Esordì nella Jupiler Pro League l'11 settembre, nella sconfitta per 1-0 sul campo del Beerschot. Il 16 ottobre segnò la prima rete, nella sconfitta per 2-1 contro il Lokeren. La squadra non riuscì a raggiungere la salvezza.

### Nazionale
Nel 2010 ha giocato una partita con la nazionale finlandese.

## Palmarès

### Club

#### Competizioni nazionali
- Coppa di Norvegia: 1

Fredrikstad: 2006
- Coppa di Finlandia: 1

Honka: 2012
- Coppa di Lega finlandese: 1

Honka: 2010

### Individuale
- Capocannoniere della Veikkausliiga: 2

2006 (16 gol), 2009 (16 gol)